# Piper scabridulilimbum
Piper scabridulilimbum är en pepparväxtart som beskrevs av Trel. & Yunck.. Piper scabridulilimbum ingår i släktet Piper och familjen pepparväxter. Inga underarter finns listade i Catalogue of Life.